# Shintaro Kurumaya
Shintaro Kurumaya (japonès: 車屋紳太郎)  (Kumamoto, 5 d'abril de 1992) és un futbolista japonès que actualment juga de defensa al Kawasaki Frontale de la Lliga japonesa de futbol. Va començar com a futbolista al Kawasaki Frontale.

## Selecció del Japó
Va debutar amb la selecció del Japó el 10 d'octubre de 2017 contra la selecció d'Haití. Va disputar 3 partits amb la selecció del Japó.

## Estadístiques
Estadístiques.
| Selecció del Japó | Selecció del Japó | Selecció del Japó |
| Anys              | Partits           | Gols              |
| ----------------- | ----------------- | ----------------- |
| 2017              | 3                 | 0                 |
| 2018              | 1                 | 0                 |
| Total             | 4                 | 0                 |